# Charles Van Rysselberghe

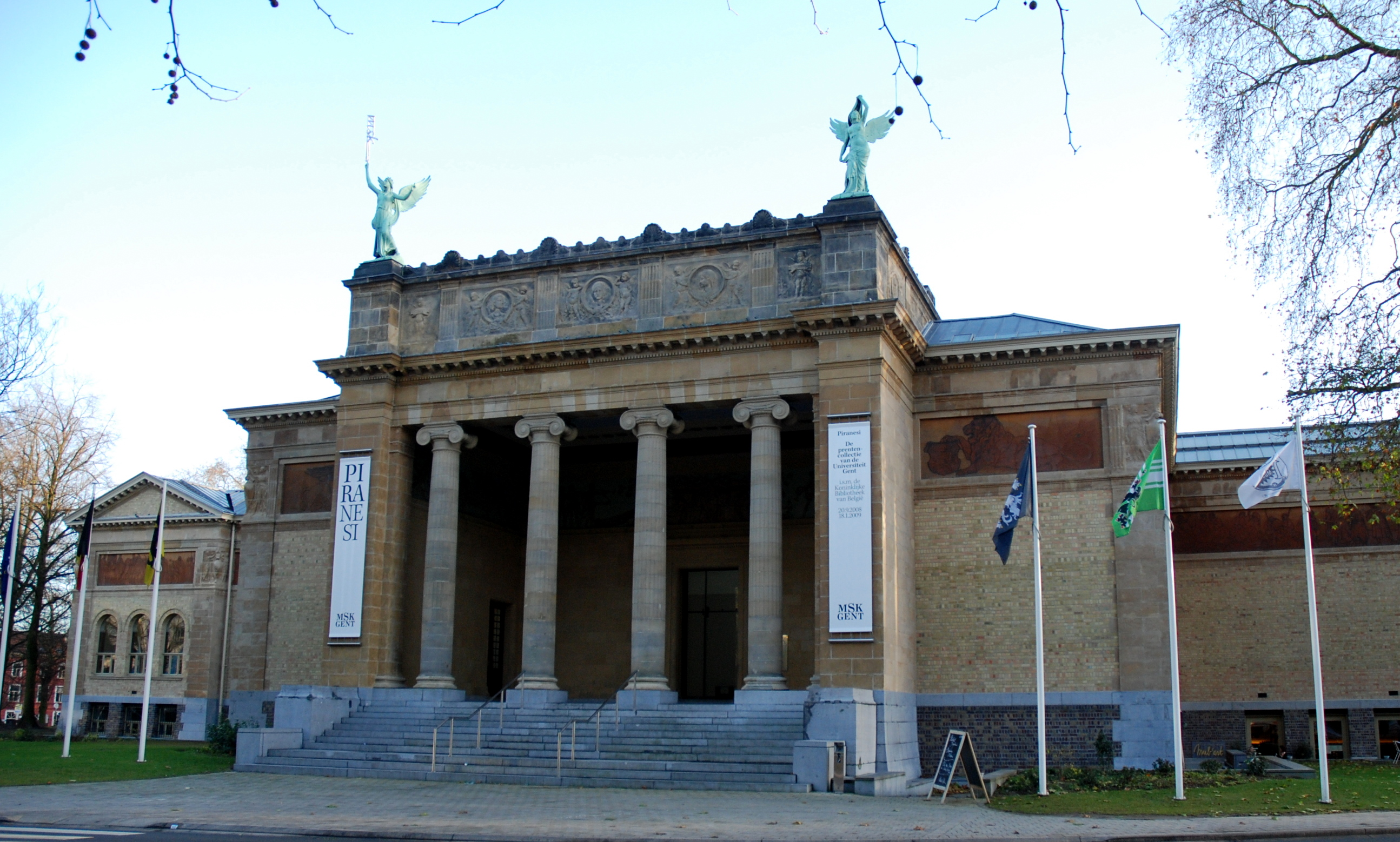
Le Musée des Beaux-Arts de Gand par Charles Van Rysselberghe

Charles Van Rysselberghe, né à Meerle (actuellement partie de Hoogstraten) le 25 juillet 1850 et décédé à Nice le 30 avril 1920, est un architecte éclectique belge.
Formé à l'Académie royale des beaux-arts de Gand, il devient l'auteur d'une œuvre moins marquante et d'avant-garde que celle de son frère Octave, mais n'en a pas moins édifié des bâtiments importants et non dépourvu de caractère où il passait en virtuose du style néo-classique (Musée des Beaux-Arts de Gand) à une relecture du style Renaissance flamande (Institut Laurentius).
Honoré du prix de la ville de Gand il devint architecte de cette ville, après un passage comme architecte municipal d'Ostende.

## Son œuvre
- Halle aux poissons, Ostende.
- Agrandissement de la Halle aux draps de Gand.
- École Andries à Gand, 1881.
- Institut Laurentius[Quoi ?], 1901.
- École industrielle[Laquelle ?]
- Musée des beaux-arts de Gand, 1898-1904.
- De Cirk[Quoi ?], complexe de maisons ouvrières.

## Distinction
- Chevalier de l'ordre de Léopold (19 mars 1903)[1].